# Marcel Béziers
Marcel Flavien Béziers (Laval, 18 ottobre 1920 – Nizza, 26 settembre 2016) è stato un cestista e allenatore di pallacanestro francese.

## Carriera
Con la Francia ha disputato i Campionati europei del 1947.